# آرثر ليك
آرثر ليك (بالإنجليزية: Arthur Lake) هو ممثل أمريكي، ولد في 17 أبريل 1905 بكنتاكي في الولايات المتحدة، وتوفي في 9 يناير 1987 بإنديان ويلز في الولايات المتحدة بسبب نوبة قلبية.

## وصلات خارجية
- آرثر ليك على موقع IMDb (الإنجليزية)
- آرثر ليك على موقع ألو سيني (الفرنسية)
- آرثر ليك على موقع أول موفي (الإنجليزية)
- آرثر ليك على موقع قاعدة بيانات الأفلام السويدية (السويدية)
- آرثر ليك على موقع إن إن دي بي (الإنجليزية)
- آرثر ليك على موقع ديسكوغز (الإنجليزية)
- آرثر ليك على موقع قاعدة بيانات الفيلم (الإنجليزية)
- آرثر ليك على موقع كينوبويسك (الروسية)